# Ivan Lariónov
Ivan Petróvitx Lariónov, rus: Ива́н Петро́вич Ларио́нов (4 de febrer [C.J. 23 de gener] de 1830, Perm – 4 de maig [C.J. 22 d'abril] de 1889, Saràtov), fou un compositor, escriptor, folklorista, musicòleg i director de coral rus.
És l'autor de la cançó "Kalinka" (1860), que molts consideren erròniament una cançó popular russa.

## Biografia
Ivan Petróvitx Lariónov va néixer en una família noble de Perm el 4 de febrer [C.J. 23 de gener] de 1830.
Va estudiar música a la ciutat de Moscou. Va ser educat en el primer cos de cadets (1839-48), va cantar en el cor estudiantil, va fer progressos en el cant, i més tard es va convertir en director d'aquest cor. Després va servir com a oficial en un regiment d'infanteria. Durant el servei va escriure diversos romanços.
El 1858 es va retirar, es va instal·lar a la Gubèrnia de Saràtov i es va convertir en un recensor de música per al Full d'Informació de Saratov. A més, va viatjar molt per l'Imperi Rus, recollint cançons populars russes. En total, en va recollir prop de quatre-centes.
Més tard, Lariónov va deixar Saràtov per uns anys. En aquest període va escriure la gran òpera Bàrixnia-krestianka, rus: Барышня-крестьянка ("La senyoreta camperola"). Segons un dels seus contemporanis, "el 1875, aquesta òpera va ser interpretada diverses vegades a Sant Petersburg, a l'escenari del club d'artistes, i l'autor va ser cridat pel públic [a l'escenari]".
Ivan Petróvitx Lariónov va morir el 4 de maig [C.J. 22 d'abril] de 1889 de càncer d'estómac.